# Харьковская гимназия № 116
Харьковская гимназия № 116 имени Молодой гвардии (укр. Харківська гімназія №116; бывшая средняя школа 116 и УВК (учебно-воспитательный комплекс) № 116) — учебное заведение начального, основного и среднего образования в Харькове.
Четырёхэтажное здание расположено недалеко от Госпрома, в Загоспромье на границе с Шатиловкой, по ул. Культуры, 22, на углу улиц Культуры и Шатиловской, по соседству с домом «Слово».
В гимназии работает 76 учителей и функционируют 33 класса, в которых обучаются 873 учащихся.
Профильное образование:

-образовательное;

-математическое;

-филологическое.

## История
Средняя школа открыта в 1938 году (перед войной) в здании нынешней 105-й школы по ул. Данилевского, 36. Изначально и до 2010-х годов языком обучения был русский.
Первых учеников школа выпустила в 1941 году, аттестаты тогда получили 65 выпускников. Большинство из них, во главе с директором школы Ходорковским М. Я., ушли на фронт добровольцами.
В первые послевоенные годы школа № 116 была женской и располагалась на проспекте Правды, 5 (на первом этаже жилого дома, поскольку город во время немецкой оккупации в 1941-1943 годах был сильно разрушен). В декабре 1952 года женская 116-я школа ещё находилась на Проспекте Правды, 5.
С 1954 года должность директора школы занимала заслуженный учитель СССР Г. М. Курочкина, которая была награждена орденом Ленина. Позже, с 1955 года, в школе был введен смешанный тип обучения.
Нынешнее здание на углу улиц Культуры и Ленина (ныне Шатиловской) построено в 1956 году специально для школы. По ходу строительства проект был упрощён в сторону уменьшения «архитектурных излишеств.»
С начала 1950-х школа носит имя героев-молодогвардейцев из советской подпольной молодёжной организации «Молодая гвардия», действовавшей в Краснодоне.
В советское время считалась одной из лучших школ Дзержинского района города.
С 1986 года по 2011 года должность директора занимала Романова Людмила Николаевна.

С 1995 года школа № 116 становится учебно-воспитательным комплексом (начальная школа, гимназия местного самоуправления).

В 2005 году УВК переименован в Харьковскую гимназию.

В 2008 году ХГ № 116 отпраздновала своё 70 — летие.

С 2011 года должность директора занимает Бугакова Оксана Владимировна.

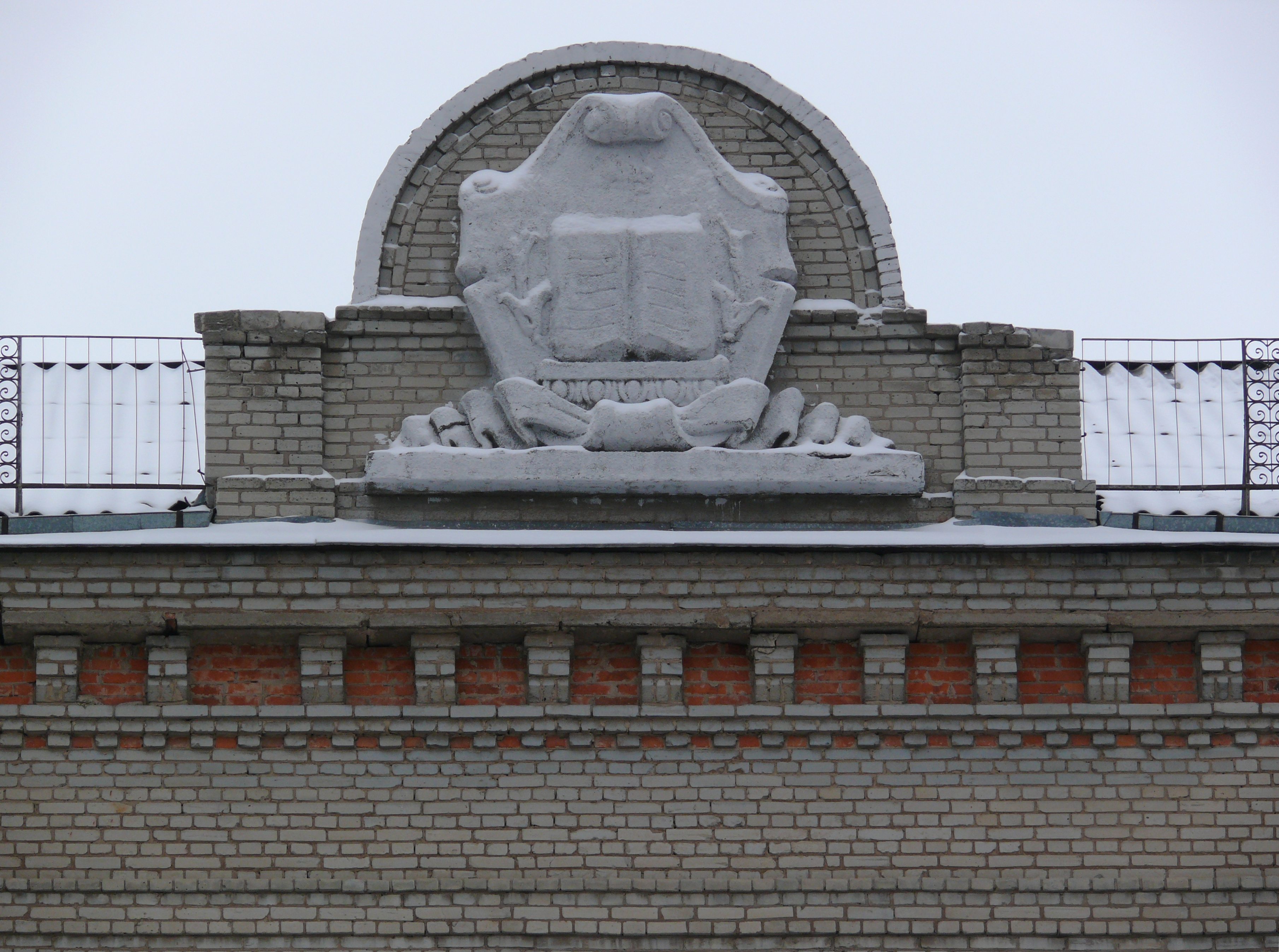
Символ знаний — книга на фронтоне
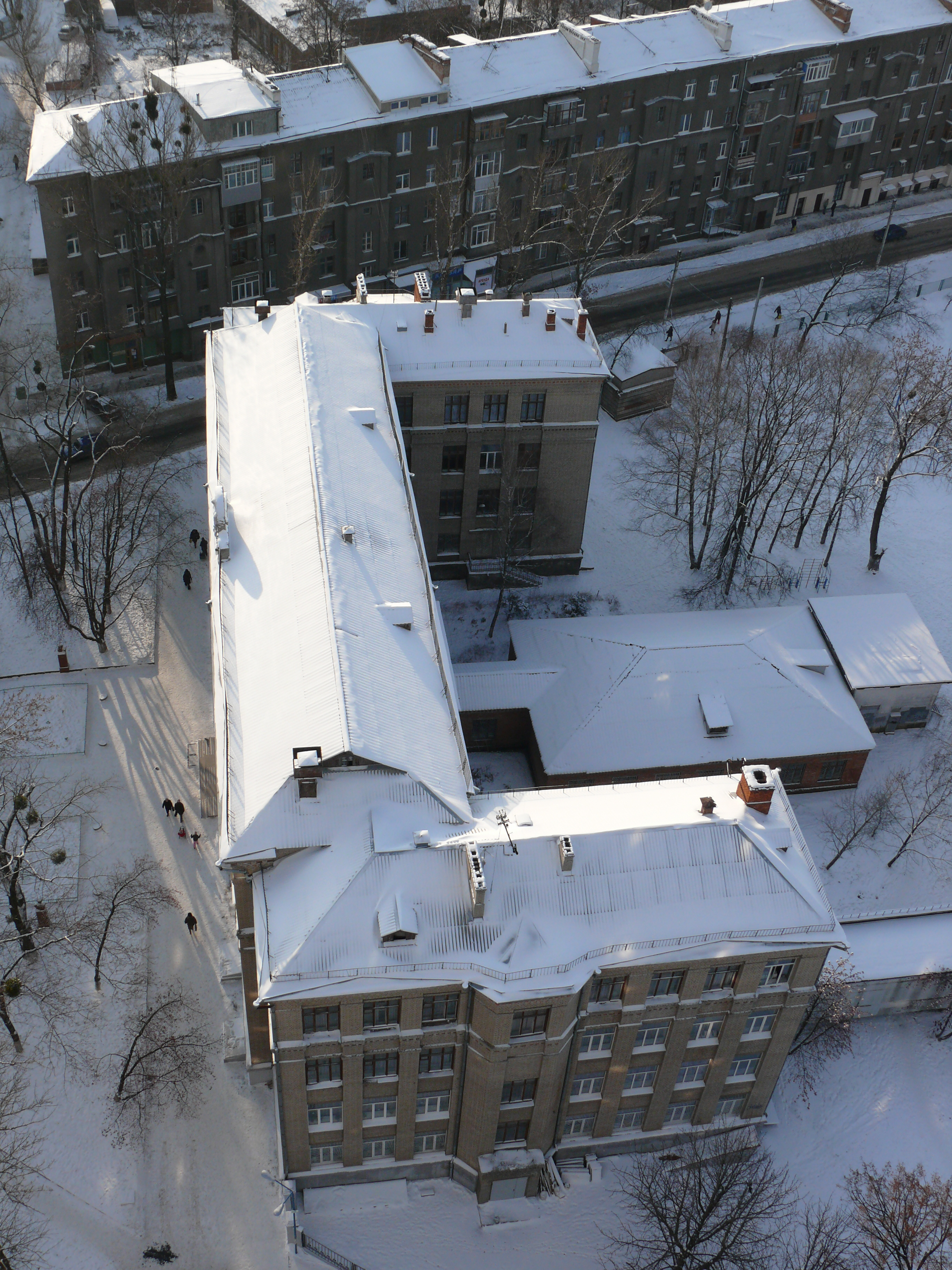
Зимняя школа сверху
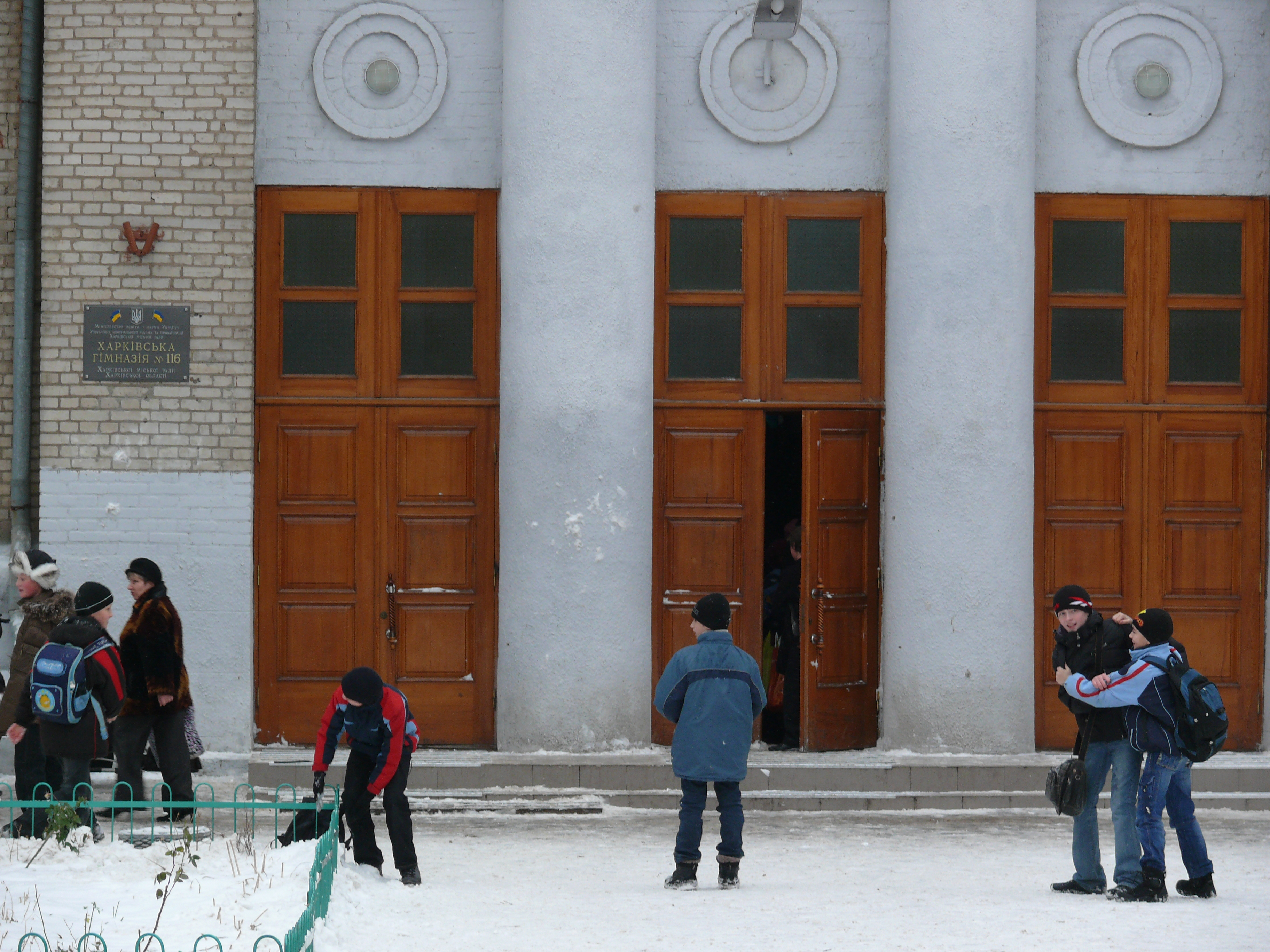
Центральный вход и ученики

## Ученическое самоуправление
На протяжении более десяти лет активно действует школьная мэрия. Она была создана в 1995 году по инициативе тогдашнего городского головы Харькова Евгения Кушнарёва.
Мэрия — высший орган ученического самоуправления 8-11 классов ХГ № 116 — представляет собой демократическую творческую организацию. Она формирует гражданские, организаторские способности членов ученического самоуправления, помогает педагогическому коллективу в проведении школьных мероприятий, сама инициирует и проводит мероприятия.
Мэрия формируется на принципах представительной демократии, равенства всех её участников, подотчетности перед классными коллективами 8-11 классов.
Цели Мэрии — всестороннее гармоничное развитие личности, освоение демократических норм, традиций, принципов, приобщение к идеалам цивилизованного общества, формирование личности, способной нести ответственность за свои дела и поступки, патриота Украины, родного города, гордости за принадлежность к ученическому коллективу ХГ № 116.
Мэрия осуществляет свою деятельность на основе разработанных: Декларации прав и обязанностей учащихся ХГ№ 116, Положения о МЭРИИ ХГ № 116, Положения о выборах мэра ХГ № 116, Положения о порядке объявления импичмента мэру ХГ № 116, Положения о порядке проведения референдума в ХГ № 116.
Мэр избирается ежегодно на основе Положения о выборах мэра. Вновь избранный мэр даёт Клятву. Мэра, не справляющегося со своими обязанностями можно устранить в порядке импичмента.
В состав мэрии входят 2 вице-мэра: Вице-мэр по связям с общественностью, вице-мэр школы, 7 постоянных комиссий (Учебная, Правовая, Комиссия «Друзья малышей», Досуга, спортивная, Хозяйственная и Центр Информации) Евроклуб и волонтёрский корпус «Орден милосердия».
Данные комиссии функционируют согласно «Положению о мэрии харьковской гимназии № 116».

## Аллея молодогвардейцев
Перед школой в сквере установлены памятники восьми казнённым фашистами юношам и девушкам-молодогвардейцам, автор народный художник УССР Рябинин, лауреат государственной премии за памятник Т.Г.Шевченко.

Любовь Шевцова
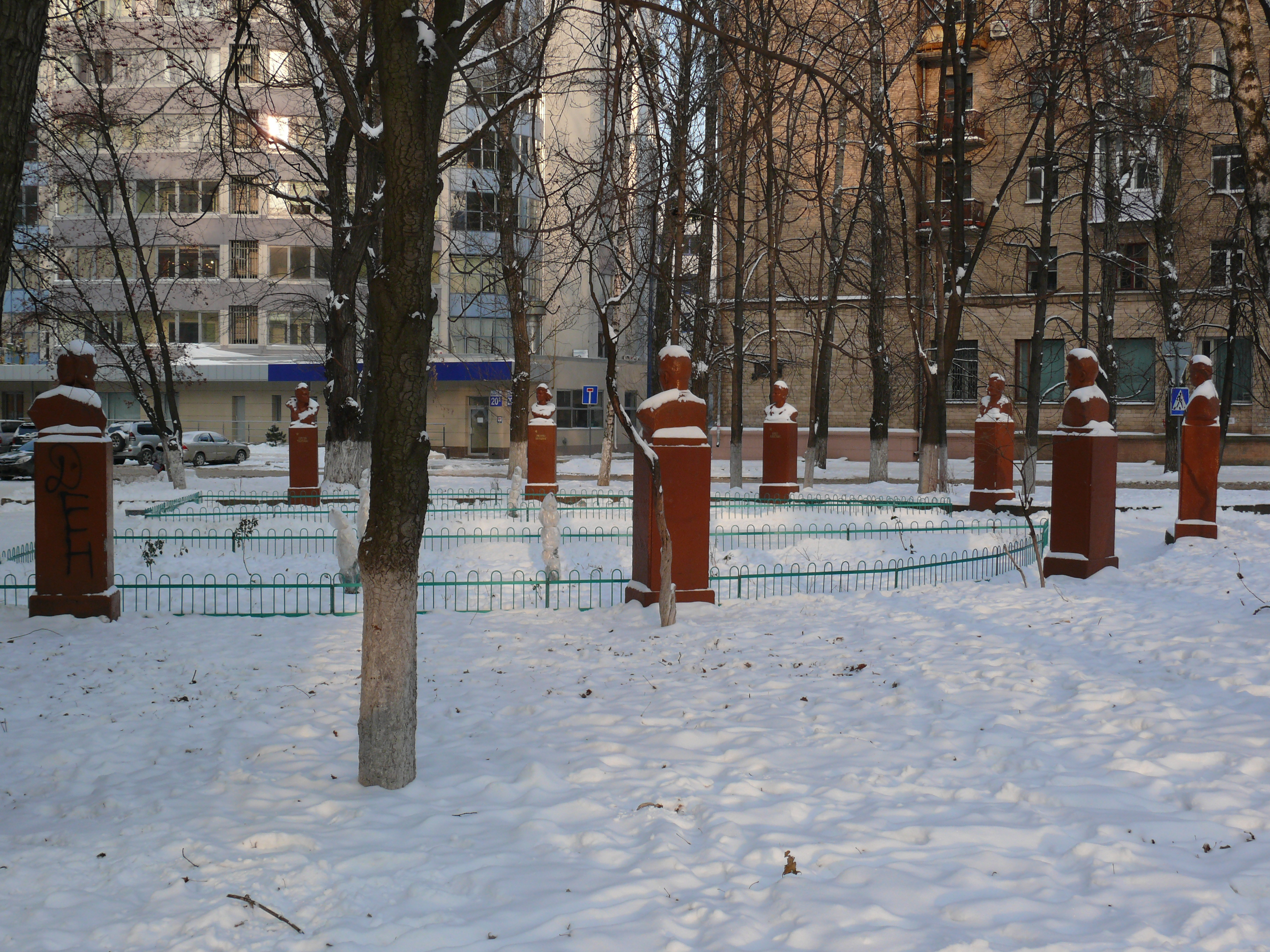
Зимняя аллея героев «Молодой гвардии»
Олег Кошевой

В школе с 1960 по 2015 год действовал музей подпольной организации «Молодая гвардия».. В 2015 году в связи с запретом советского наследия музей был закрыт.